# Катетометър
Катетометърът е инструмент за точно измерване на вертикални разстояния между точки в случаите, когато скалата не може да бъде поставена много близо до точките.
Инструментът се състои основно от акуратно градуирана скала и хоризонтален телескоп, който може да се движи нагоре и надолу по твърда вертикална колона. Позицията на телескопа може да бъде прочетена с помощта на окачен нониус. При измерване на вертикалното разстояние между две точки, инструментът трябва първо да бъде нивелиран. След това, кръстът в окуляра на хоризонталния телескоп трябва да съвпада с образа на една от точките, като се отбелязва позицията на телескопа; след това кръстът съвпада с образа на другата точка и новата позиция на телескопа е отбелязана. Разликата между тези показания е вертикалното разстояние.
Сред употребите на катетометъра е отчитането на нивата на течност в капилярната тръба, например при измерване на повърхностното напрежение. Катетометърът може да се използва и за проследяване на промените в нивото на течността в дилатометъра, например поради химическа реакция в него.
Катетометърът е изобретен от френските физици Пиер Луи Дюлон и Алекси Терез Пти в 1816 г. за измерване на разликата в нивата на живак в скачени съдове. Инструментът е усъвършенстван от Дмитрий Менделеев.